# Bob

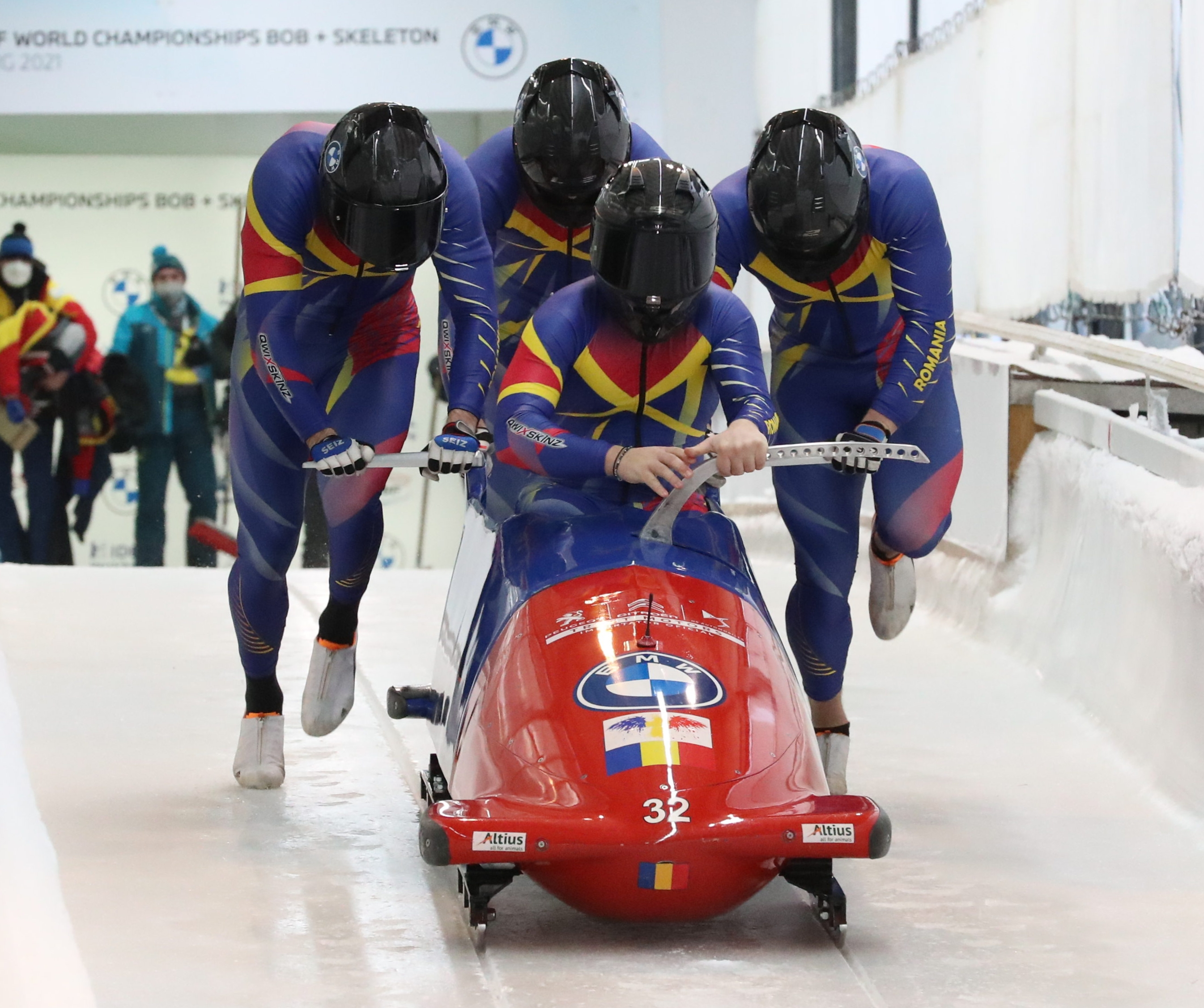
Echipaj masculin de 4

Bobul este un sport de iarnă în care o echipă de două sau patru persoane face o cursă pe o pârtie sinuoasă de gheață într-un vehicul pe patine, care atinge viteze de peste 130 km/h.

## Istoria Bobului

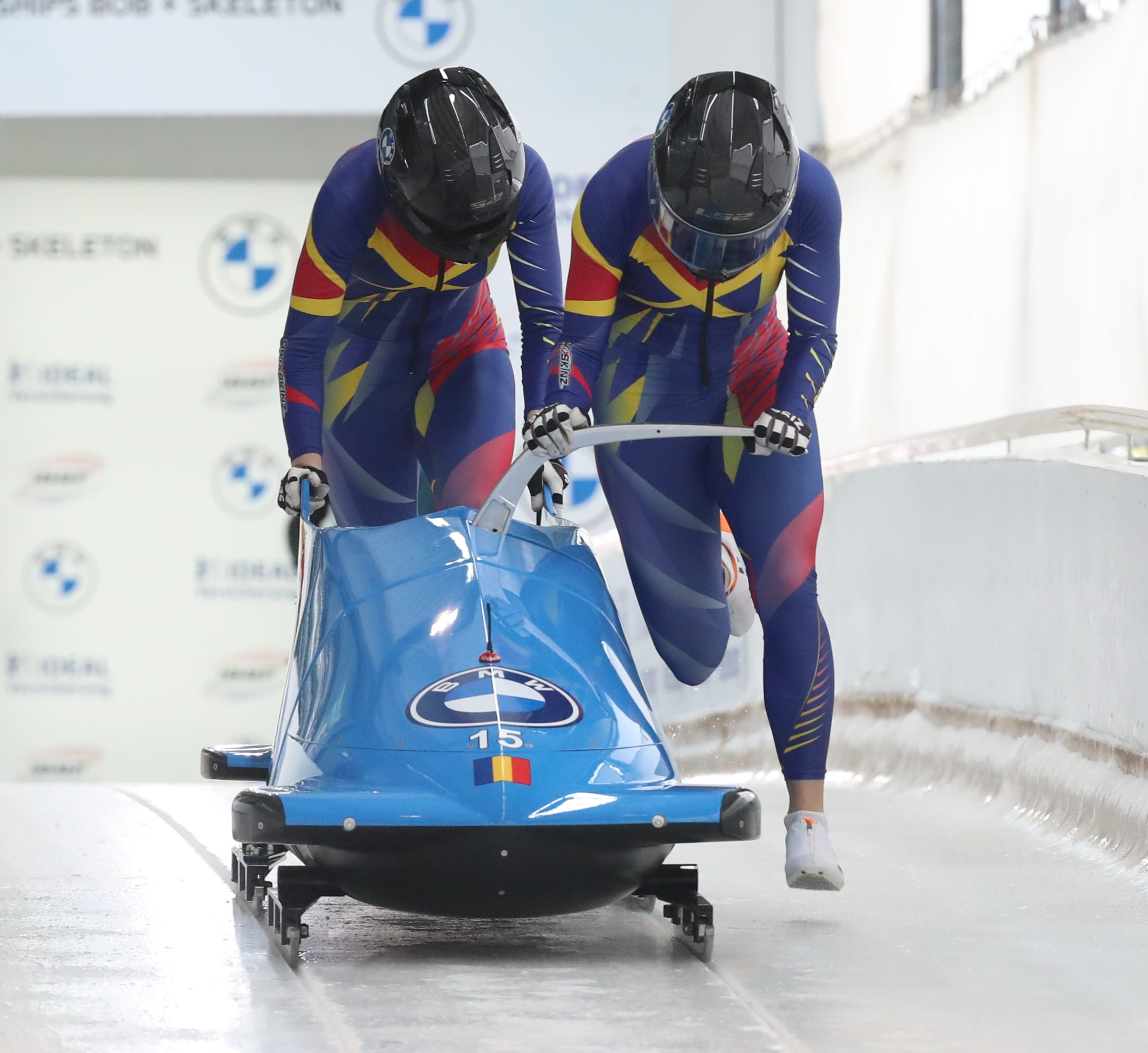
Echipaj feminin de bob la Campionatul Mondial din 2021

- Bobul a apărut ca sport la a sfârșitul secolului al XIX-lea în Elveția.
- Primul club de bob s-a format la St.Moritz în 1897.
- Până în anul 1922, bobul a fost un sport semi-profesionist.
- În 1923, bobul a fost recunoscut oficial ca sport prin înființarea Federației Internaționale de Bob și Tobogganing (FIBT).
- Este un sport olimpic pentru bărbați, echipe de patru persoane din 1924 și echipe de două persoane din 1932 iar pentru femei, echipe de două persoane din 2002.
- Trecerea la bobul construit din fibră de sticlă a transformat bobul într-un sport al vitezei.

## Regulament
- Pentru determinarea învingătorilor sunt necesare 4 manșe.
- La start echipajul împinge bobul aproximativ 50 de metri cu o viteză de 40 km/h, după care, întreg echipajul (2 sau 4 persoane) urcă în interiorul bobului.
- Pentru cursa olimpică, ordinea la start este dată de clasamentul ultimei Cupe Mondiale.
- Dacă bobul se răstoarnă, dar toți componenții echipajului trec linia de sosire, coborârea este considerată validă.

## Bobul în România

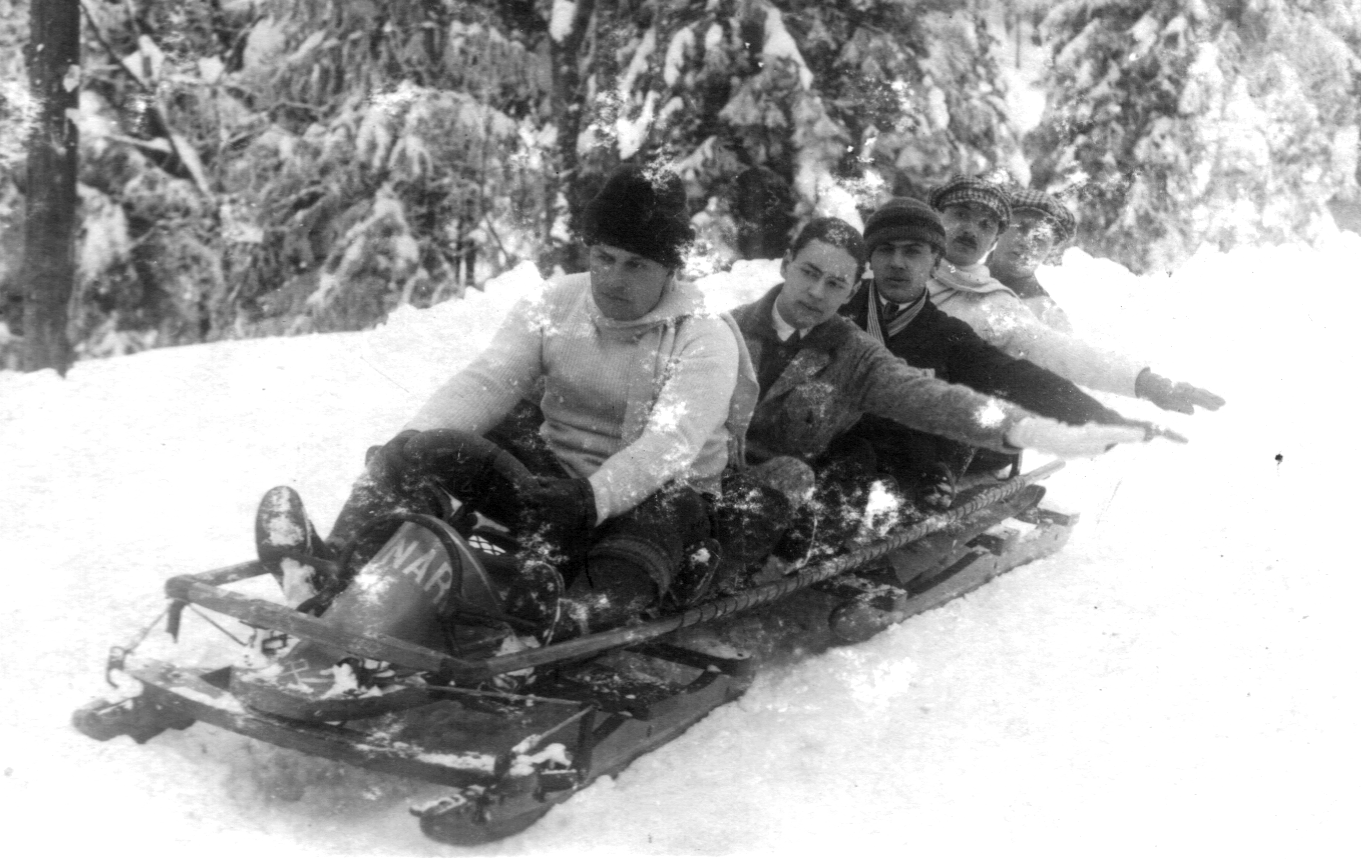
Bobsleigh la Sinaia

În România există o singură pârtie de bob omologată de federația internațională de specialitate. Ea are o lungime de 1.500 de metri 13 curbe și 137 m diferență de altitudine și se află la Sinaia. În anii 2000, partea superioară a pârtiei (primii 500 de metri și primele cinci viraje) a fost distrusă. Pârtia a fost, totuși, omologată la nivel național, pentru a se putea organiza pe ea, în iernile cu zăpadă, campionate interne de bob, sanie și skeleton. Startul s-a dat, însă, de la virajul 5. Din 2007 campionatele naționale se desfășoară în străinătate și lotul României se antrenează în afara țării.
La Jocurile Olimpice de iarnă din 1928, de la la St. Moritz, Elveția, bobul de 5 persoane având ca echipaj pe Grigore Socolescu, Mircea Socolescu, Iulian P. Gavăt, Toma Petre Ghițulescu și Traian Nițescu a ocupat locul 7.
Primul bober celebru din România a fost Alexandru Papană, campion național la bob în 1928 și 1931 și campion mondial la bob în 1933, la Campionatele internaționale de la Schreiberhau, în Germania (astăzi Szklarska Poręba, în Polonia), împreună cu Dumitru Hubert.
În cele 22 participări ale României la Jocurile Olimpice de iarnă, doar Jocurile Olimpice de iarnă din 1968 de la Grenoble au adus țării noastre o medalie de bronz în proba de bob-2 persoane. Echipajul bobului României a fost alcătuit din Ion Panțuru și Nicolae Neagoe (frânar). Cei doi au participat atunci și la proba de bob-4 persoane, împreună cu Petre Hristovici și Gheorghe Maftei, și s-au clasat pe locul 4.

## Precursorul bobului

Placheta primită de câştigătorul din 1924 al competiției de bobsleigh „Cupa Arsenie”, desfăşurată la Sinaia

Precursorul bobului se numea bobslei (din engleză bobsleigh) și era o sanie joasă și îngustă, prevăzută în față cu două patine mobile, iar în spate cu două patine fixe, dirijată cu ajutorul unui volan, care era manevrat de un conducător, echipajul constând din doi sau trei coechipieri și un frânor.
O competiție de bobsleigh a avut loc pe pârtia din Sinaia, în data de 19 ianuarie 1914. Ulterior, pe această pistă s-a organizat "Cupa Arsenie". Astfel, ediția din 1924 a cupei Arsenie a fost câștigată de domnul ing. Miss Victor, de la Cercul Peleș, care a concurat pe bobul "Leonard".